# New Roads
New Roads – miasto w Stanach Zjednoczonych, w stanie Luizjana, siedziba administracyjna parafii Pointe Coupee.